# Görgényoroszfalu
Görgényoroszfalu (románul: Solovăstru, németül: Weichseldorf) falu Romániában, Maros megyében, Görgényoroszfalu község központja.

## Fekvése
A település a Görgény folyó mellett fekszik, Szászrégentől nem messze.

## Története
Görgényoroszfalu nevét 1381-ben említette először Orozfalu néven. 1509-ben NaghOrozfalw, 1644-ben Nagy Oroszfalu, 1645-ben Nagyoroszfalu, 1733-ban Oroszfalva, 1750-ben Oroszfalu, 1760-1762-ben Görgényoroszfalva, 1888-ban Görgény-Oroszfalva, (Reussischdorf), 1913-ban Görgényoroszfalu néven írták.
A falu valószínűleg a Görgényi várhoz tartozott.
1509-ben Bánffy Péter és András részbirtokának írták, később is a Bánffy család birtoka volt, egészen 1645-ig, mikor I. Rákóczi György lett birtokosa.
A 20. század elején Maros-Torda vármegye Régeni alsó járásához tartozott.
1910-ben 1098 lakosából 3 magyar, 940 román, 150 cigány volt. Ebből 1068 görögkatolikus, 11 görögkeleti ortodox volt.

## Lakossága
1992-ben 2668 lakossal rendelkezett, míg 2002-ben 2847-el amiből 2688 román, 144 roma, 16 magyar és 4 más nemzetiségű volt.